# Bandiera delle Isole Vergini Britanniche
La bandiera delle Isole Vergini Britanniche fu adottata il 15 novembre 1960. Al pari di molte altre bandiere dei territori britannici d'oltremare si tratta di una Blue Ensign recante la bandiera del Regno Unito sul cantone e lo stemma delle Isole Vergini Britanniche sul lato al vento.
Esiste una versione della bandiera con il colore rosso a sostituire il blu, la Red Ensign, che dev'essere utilizzata da qualsiasi genere di imbarcazione siano esse registrate nelle Isole Vergini Britanniche oppure in visita nelle isole.
Il Governatore delle Isole Vergini Britanniche utilizza la bandiera britannica con lo stemma delle isole posto al centro. Il disegno è praticamente identico alle bandiere dei Governatori degli altri territori d'oltremare britannici, con l'ovvia variante dello stemma.